# Ioannis Pavlos Papanikolaou
Ioannis Pavlos Papanikolaou griechisch Ιωάννης Παύλος Παπανικολάου}, auch John Paul Papanicolaou (* ; † 14. Februar 2010) war ein griechischer Unternehmer und Reeder.

## Leben
Papanikolaou war ein griechischer Reeder. Er erwarb unter anderem die Motoryacht Christina O aus dem Nachlass von Aristoteles Onassis. Als Kind war er mit seinen Eltern auf der Christina zu Gast gewesen. So kaufte er 1998 die Yacht, ließ sie restaurieren und zu einer Charteryacht umbauen.
2001 veräußerte die Regierung von Montenegro die halb abgewrackte Motoryacht Galeb für 750.000 Dollar an Papanikolaou, der die Yacht in einer kroatischen Werft aufwendig restaurieren ließ. Nachdem die Yacht von kroatischen Behörden zum nationalen Erbe erklärt worden war, erwarb 2010 schließlich die Stadt Rijeka das Schiff.
2010 starb Papanikolaou an Krebs.